# Hitzestarre
Die Hitzestarre oder auch Wärmestarre ist ein Zustand, in den wechselwarme (poikilotherme) Tiere verfallen, wenn die Temperatur über das tolerierte Maximum steigt.
Bei einer Hitzestarre werden die Lebensvorgänge durch eine Steigerung der Temperatur stillgelegt, im Gegensatz zur Kältestarre, bei der dieser Stillstand durch Sinken der Temperatur hervorgebracht wird.

## Physiologie
Tiere besitzen wie jeder Organismus ein Temperaturoptimum. Wird dieses Optimum überschritten, kann es zu einer Hitzestarre, einem Hitzekoma bis hin zu einem Hitzetod kommen. Dies führt zu einer temporären Reglosigkeit, die Muskeltätigkeit ist nicht mehr möglich.
Dabei gerät der Organismus anfangs in Hitzestress, Krämpfe (Fieberkrampf) können entstehen, bei gesteigerter Hyperthermie erfolgt eine Hitzestarre. Vitale Körperfunktionen werden beschränkt.
Die Hitzestarre beinhaltet irreversible Prozesse, da die Proteine und Enzyme durch hohe Temperaturen koagulieren, dies kann zu einer vorübergehenden oder dauerhaften Schädigung und schließlich einem Hitzetod führen. Da die zum Hitzetod führenden Reaktionen komplex sind, ist es nicht sinnvoll, eine spezifische Schwellentemperatur anzugeben. Äußere Faktoren wie Druck, Luftfeuchte, Dauer und Verlauf des Temperaturanstieges sind genauso bedeutsam wie physiologische zu Ernährungszustand, Größe, Flüssigkeitsmangel oder Akklimatisation des Lebewesens.